# Dixella vespertina
Dixella vespertina är en tvåvingeart som beskrevs av Peters och Cook 1966. Dixella vespertina ingår i släktet Dixella och familjen u-myggor.
Artens utbredningsområde är Oregon. Inga underarter finns listade i Catalogue of Life.